# Бин цзя

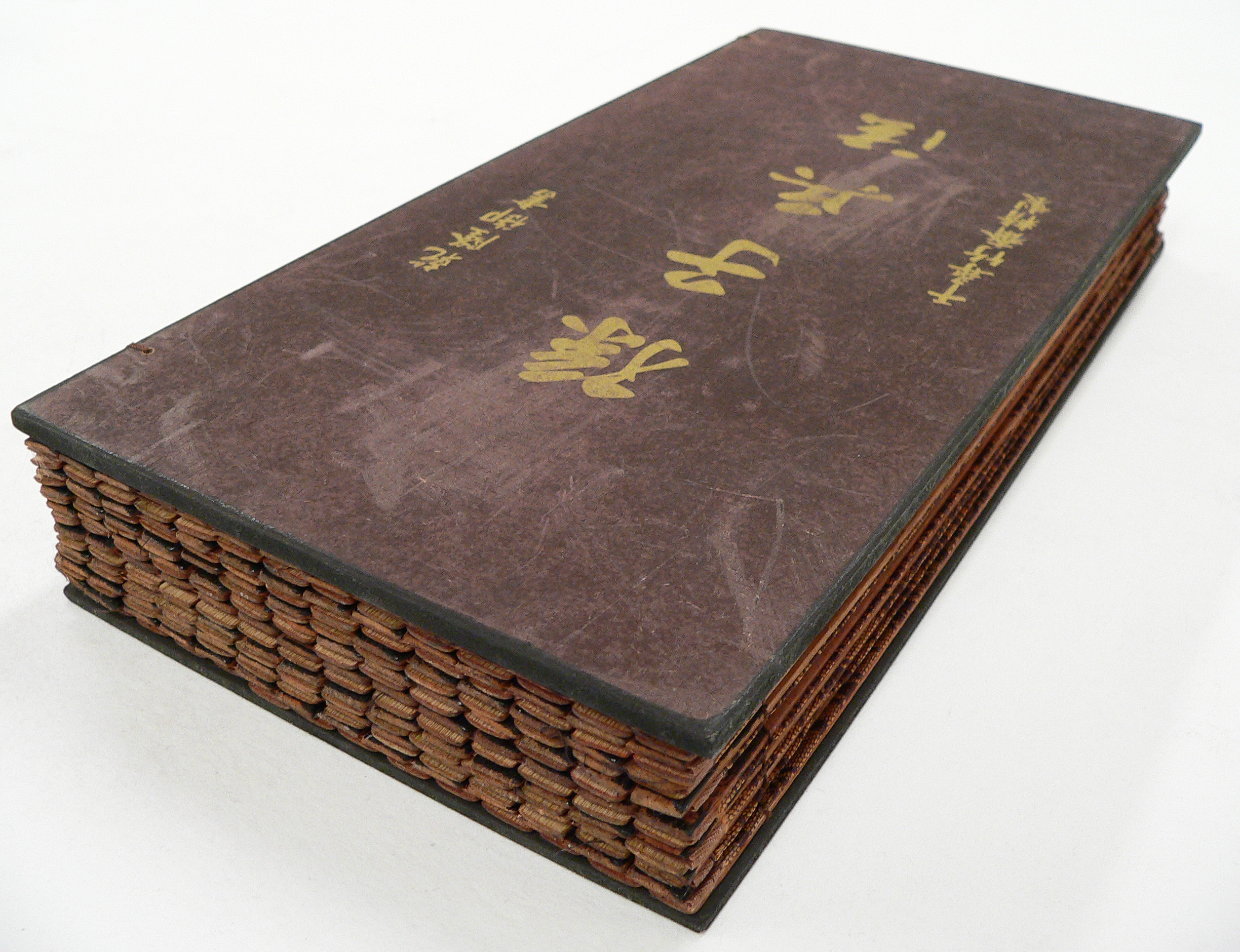
Экземпляр бамбуковой книги «Искусство войны» Сунь У

Военная школа, Школа стратегов, Школа военной философии (кит. 兵家, пиньинь bīngjiā, палл. бин цзя) — древнекитайская философская школа, существовавшая с периода Вёсен и Осеней до ранней династии Западная Хань. Основным предметом школы было изучение военного искусства. Школа рассматривала военное искусство как принцип функционирования общества и как выражение универсальных законов мироздания. Впервые упомянута в «Ханьшу», но не включена в число основных десяти школ, а характеризуется как отдельное направление. В XI в. при династии Сун важнейшие произведения школы были объединены в «Семикнижие военного канона», которое легло в основание всех традиционных военно-политических доктрин в странах Восточной Азии и Вьетнаме.

## История школы

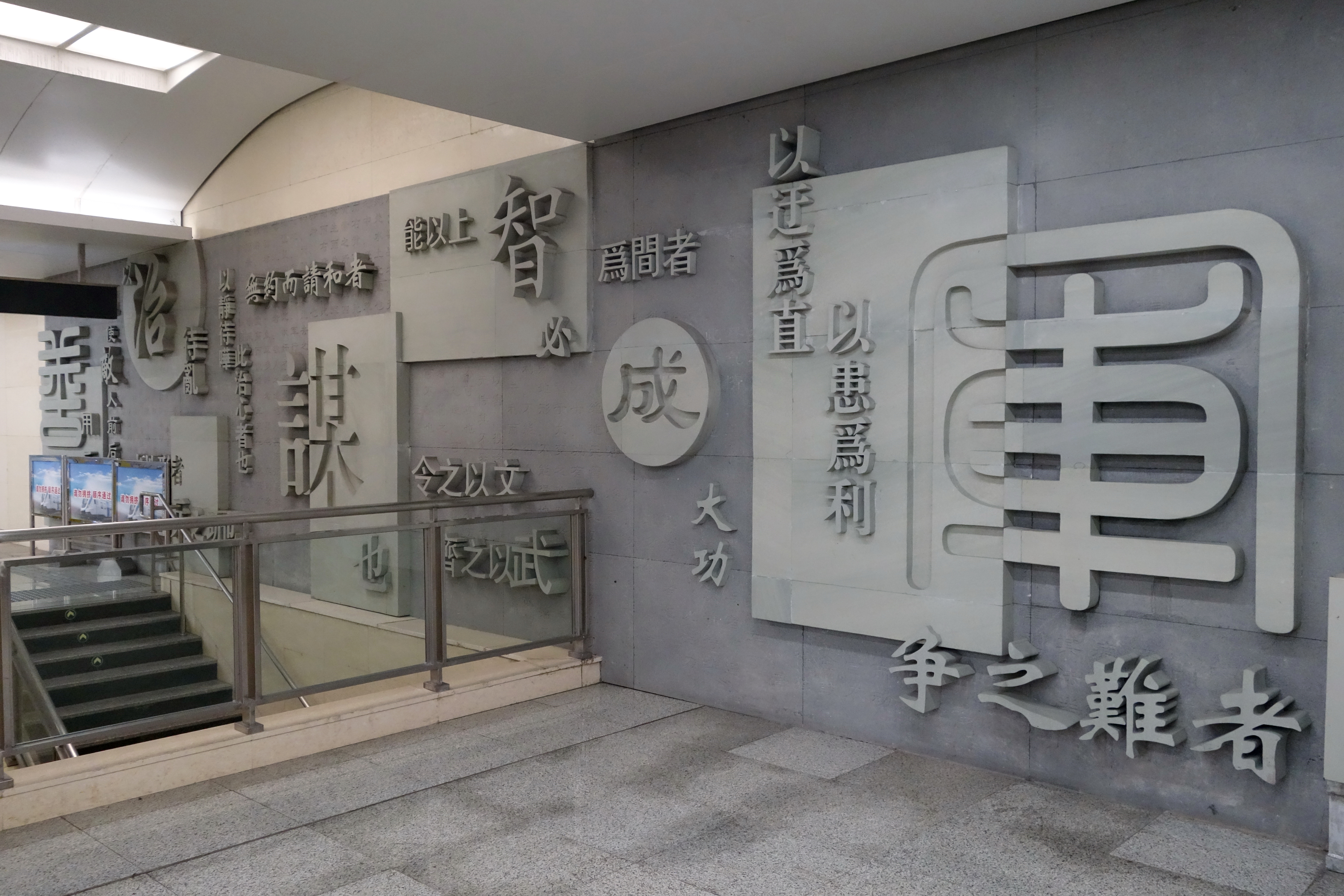
Рельеф «Искусство войны» на станции метро «Военный музей» в Пекине, скульпторы Ван Чжун и У Динъю

В словосочетании «бин цзя» слово «бин» имело в древности очень широкий смысл, связанный со стратегией и ведением войны, а «цзя» означает «школа». «Ханьшу» сообщает, что школа военной философии складывалась среди полководцев древнекитайских царств начиная с VI—V веков до н. э. под влиянием конфуцианских взглядов на войну и насилие. Согласно конфуцианским трудам («Хун фань», «Лунь юй», «Си цы чжуань»), военные действия — наименее важное, но необходимое средство в арсенале государственных деятелей, которое должно применяться для подавления мятежей и возвращения к «гуманности» (жэнь), «благопристойности» (ли), «должной справедливости» (и) и «уступчивости» (кит. 让, пиньинь ràng, палл. жан).
К числу представителей школы современные исследователи относят более 50 авторов, разделённых на четыре группы экспертов:
- в стратегии и тактике (кит. 权谋, пиньинь quánmóu, палл. цюань моу, «обман»);
- расположении войск на местности (кит. 形势, пиньинь xíngshì, палл. син ши, «ситуация»);
- временны́х и психологических условиях войны (кит. 阴阳, пиньинь yīnyáng, палл. инь ян, «инь и ян»);
- боевых приёмах (кит. 技巧, пиньинь jìqiǎo, палл. цзи цяо, «навык»)[1].

Среди представителей школы наиболее известны Сунь У (Сунь-цзы), Сыма Жан-цзюй из периода Вёсен и Осеней, Сунь Бинь, У Ци, Вэй Ляо и Бай Ци из периода Сражающихся царств, а также Чжан Лян и Хань Синь из ранней династии Западная Хань.

## Идеи и влияние
Ссылки на Сунь-цзы из пекинского метро:
Трудное в борьбе на войне – это превратить путь обходный в прямой, превратить бедствие в выгоду. Поэтому тот, кто, предпринимая движение по такому обходному пути, отвлекает противника выгодой и, выступив позже него, приходит раньше него, тот понимает тактику обходного движения (из главы VII).
Только просвещённые государи и мудрые полководцы умеют делать своими шпионами людей высокого ума и этим способом непременно совершают великие дела. Пользование шпионами – самое существенное на войне; это та опора, полагаясь на которую, действует армия (из главы XIII).
Среди основных работ представителей школы — «Искусство войны» (Sunzi bingfa, кит. 孫子兵法), «Законы войны почтенного У» (Wuzi bingfa, кит. 吳子) и «Об искусстве войны» (Sun Bin bingfa, кит. 孙膑兵法). Термин «бинфа», включённый в название многих трактатов школы, который обычно переводят как «искусство войны», на самом деле связан с понятием «фа» («естественный закон») древнекитайской философии и означает «законы войны».
Стратеги задаются вопросом о необходимости нахождения правильного баланса между гражданским созидательным «вэнь» и военным разрушительным «у». Для древнекитайских философов война не относилась исключительно к разрушительному «у». Мэн-цзы говорил, что даже небольшое государство победит большие царства, если сможет предложить их жителям путь к благосостоянию, доброжелательному управлению и общему принятию высоких моральных стандартов.
«Семикнижие военного канона» легло в основание всех традиционных военно-политических концепций Китая, Японии, Кореи и Вьетнама.

## Изучение и издания

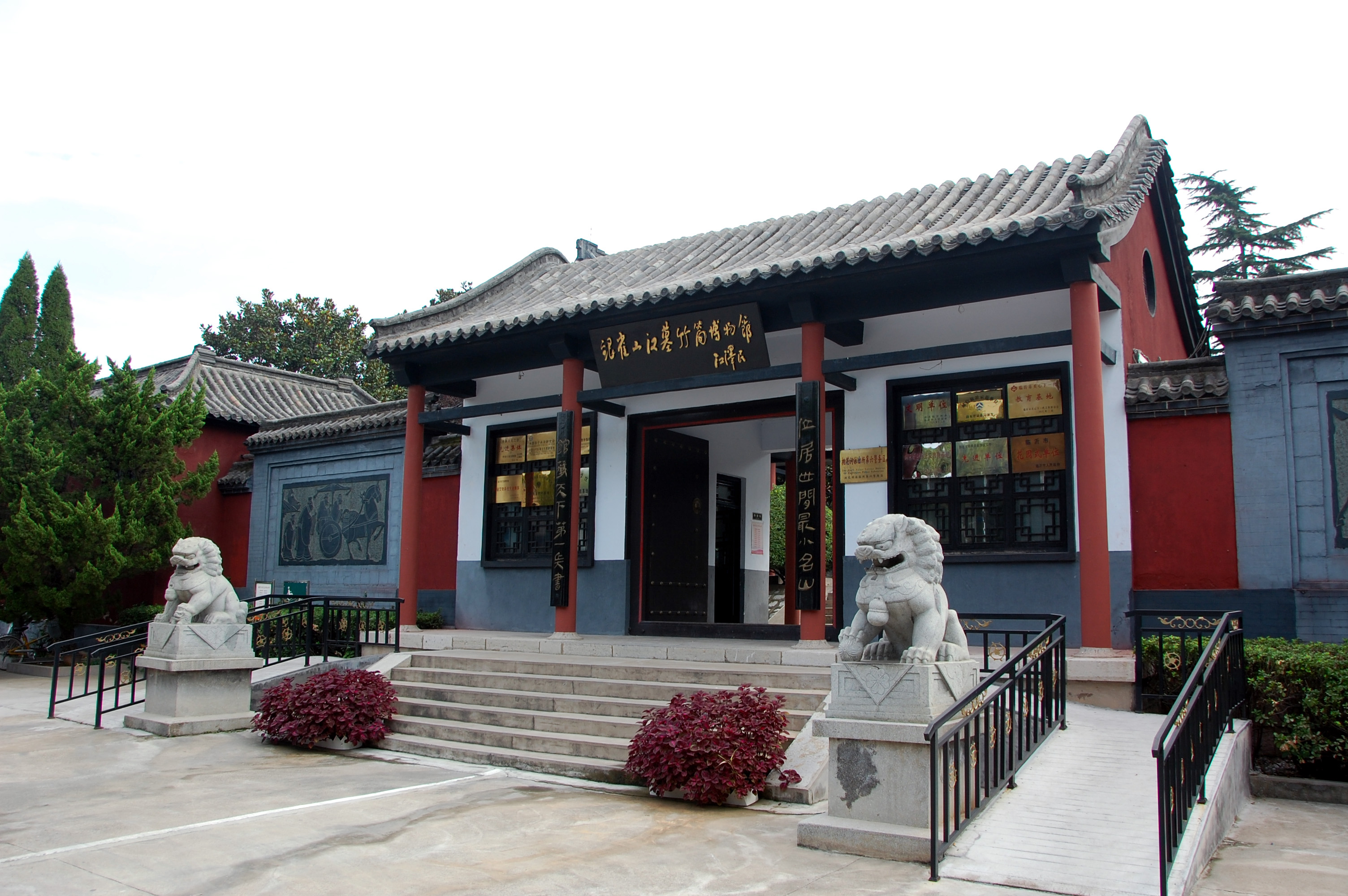
Музей бамбуковых пластинок в Иньцюэшани (Ланьшань)

Школа стратегов занимала заметное место в классическом корпусе китайских литературных источников. В категории мастеров и философов (zǐbù, кит. 子部), третьей из четырёх традиционных категорий (sìbù, кит. 四部), на которые была разделена китайская литература, эта школа в Сыку цюаньшу (кит. 四庫 全書) занимает второе место (сразу после конфуцианской); в «Чжуцзи цзичэн» работы представителей школы включены в шестой том. Вместе с тем, история и идеи школы долгое время не были предметом специальных научных исследований. В своей работе 1985 года К. Гавликовский отмечал, что несмотря на широкую известность и огромное влияние, которое школа стратегов оказала на всю китайскую цивилизацию, китайские и западные учёные лишь во второй половине XX века приступили к её активному изучению. По мнению К. Рэнда, это было связано как с конфуцианской традицией, ставящей гражданские дела выше военных, так и с относительной скудостью первичных источников; эта скудость была отчасти преодолена в 1970-х — 1980-х годах вследствие находок древних рукописей при археологических раскопках в Иньцюэшани (1972—1973), Мавандуе (1972—1974), Чжанцзишани (1983) и других местах.
По мнению К. Гавликовского, высказанному в 1985 году, недостаточное внимание науки к изучению бин цзя проявилось, в частности, в малом числе переводов произведений школы на европейские языки. Гавликовский упоминает переводы Сунь-цзы и У-цзы на английский и русский языки. Английские переводы выполнены соответственно Л. Джилесом в 1910 и С. Б. Гриффитом в 1963 годах, а русские — Н. И. Конрадом в 1950 и 1958 годах.